# Vojvodići kod Slatine (Foča, BiH)
Vojvodići su naseljeno mjesto u općini Foči, Republika Srpska, BiH. Zapadno je rječica, a južno rječica i naselje Slatina.
1961. popisani su kao Vojvodići (F). Godine 1962. godine pripojeni su Slatini (Sl.list NRBiH, br.47/62).

## Stanovništvo
| Narod     | Popis 1961. |
| --------- | ----------- |
| Hrvati    |             |
| Muslimani | 90          |
| Srbi      | 11          |
| ostali    |             |
| Ukupno    | 101         |